# Corvol-d'Embernard
Corvol-d'Embernard é uma comuna francesa na região administrativa de Borgonha-Franco-Condado, no departamento Nièvre. Estende-se por uma área de 10,1 km². Em 2010 a comuna tinha 90 habitantes (densidade: 8,9 hab./km²).